# Parectopa ophidias
Parectopa ophidias är en fjärilsart som först beskrevs av Edward Meyrick 1907.  Parectopa ophidias ingår i släktet Parectopa och familjen styltmalar. Inga underarter finns listade i Catalogue of Life.